# Morti nel 1529
| Questa pagina contiene informazioni ricavate automaticamente dalle voci biografiche con l'ausilio del template Bio e di un bot. L'aggiornamento è periodico e automatico e ricostruisce completamente la pagina. Se manca una persona in questa lista, sei pregato di non aggiungerla, ma accertati piuttosto che la sua voce biografica contenga il template Bio e che i dati anagrafici siano correttamente compilati. Se il template Bio manca, inseriscilo tu stesso o, in alternativa, metti l'avviso {{tmp\|Bio}} che ne segnala la mancanza. Se i dati riportati sono sbagliati, correggi direttamente la voce biografica; le modifiche saranno visibili in questa lista entro pochi giorni. Per chiarimenti vedi il progetto biografie. La lista contiene solo le 69 persone che sono citate nell'enciclopedia e per le quali è stato implementato correttamente il template Bio. Pagina aggiornata al 18 giu 2025. |

## Gennaio(7)
- 2 gennaio - Radu V de la Afumați, principe
- 7 gennaio - Peter Vischer il Vecchio, scultore tedesco (n. 1455)
- 9 gennaio - Bernardino Bonsignori, pittore italiano
- 9 gennaio - Wang Shouren, filosofo e funzionario cinese (n. 1472)
- 28 gennaio - Pirro Gonzaga, cardinale italiano (n. 1505)
- 29 gennaio - Andrea Matteo III Acquaviva, condottiero italiano (n. 1458)
- 29 gennaio - Francisco de Cabrera y Bobadilla, vescovo cattolico spagnolo

## Febbraio(1)
- 8 febbraio - Baldassarre Castiglione, umanista, letterato e diplomatico italiano (n. 1478)

## Marzo(4)
- 1º marzo - Giovanni Boccardi, artista italiano (n. 1460)
- 15 marzo - Pietro Bon, architetto italiano
- 24 marzo - Jacob Godebrye, cantore e compositore fiammingo
- 28 marzo - Filippo II di Hanau-Münzenberg, tedesco (n. 1501)

## Aprile(2)
- 19 aprile - Johannes Cuspinian, umanista, poeta e diplomatico tedesco (n. 1473)
- 20 aprile - Silvio Passerini, cardinale e vescovo cattolico italiano (n. 1469)

## Maggio(6)
- 1º maggio - Pirro Gonzaga, condottiero italiano (n. 1490)
- 5 maggio - Paolo Emili, umanista e storico italiano
- 8 maggio - Andrea Navagero, poeta, letterato e diplomatico italiano (n. 1483)
- 10 maggio - Luigi da Porto, scrittore e storiografo italiano (n. 1485)
- 12 maggio - Cecily Bonville, VII baronessa Harington, nobile inglese (n. 1460)
- 16 maggio - Francesco Morone, pittore italiano

## Giugno(1)
- 21 giugno - John Skelton, poeta inglese

## Luglio(1)
- 23 luglio - Giacomo Perollo, nobile italiano

## Settembre(4)
- 6 settembre - Georg Blaurock, religioso svizzero (n. 1491)
- 7 settembre - Caterina Aliprandi, monaca cristiana italiana
- 28 settembre - Adolf Clarenbach, religioso tedesco (n. 1497)
- 29 settembre - Fabio Petrucci, politico italiano (n. 1505)

## Ottobre(3)
- 17 ottobre - Kṛṣṇadevarāya, sovrano indiano (n. 1471)
- 18 ottobre - Niccolò di Piero Capponi, politico italiano (n. 1472)
- 28 ottobre - Scipione Caracciolo, vescovo cattolico italiano

## Novembre(2)
- 19 novembre - Camilla Bentivoglio, nobildonna italiana
- 26 novembre - Diego López Pacheco y Portocarrero, nobile spagnolo (n. 1456)

## Dicembre(1)
- 15 dicembre - Girolamo Morone, politico italiano (n. 1470)

## Senza giorno specificato(37)
- Giovanni Barili, scultore e intagliatore italiano
- Vincenzo Barsio, poeta, teologo e filosofo italiano (n. 1490)
- Noel Bauldewijn, compositore fiammingo
- Giovanni Biassa, ammiraglio italiano
- Girolamo Bonsignori, pittore italiano (n. 1472)
- Roberto Boschetti, condottiero italiano (n. 1472)
- Juan del Encina, poeta, drammaturgo e compositore spagnolo (n. 1468)
- Galeazzo Farnese, condottiero italiano (n. 1477)
- Ranuccio Farnese, condottiero italiano (n. 1509)
- Domenico Gar, scultore francese
- Gentile da Montefeltro, nobildonna italiana (n. 1458)
- Camilla Gonzaga, nobildonna italiana (n. 1488)
- James Hamilton, I conte di Arran, nobile scozzese
- Konrad Kachelofen, tipografo e editore tedesco (n. 1450)
- Guillaume de Marcillat, pittore francese (n. 1470)
- Rocco Marconi, pittore italiano
- Ippolito Marsili, giurista italiano (n. 1451)
- Jeronima Merlini, italiana (n. 1503)
- Antonio Minello, scultore italiano
- Marbriano de Orto, compositore fiammingo
- Jean Parmentier, navigatore, cartografo e poeta francese (n. 1494)
- Albertino Piazza, pittore italiano (n. 1490)
- Jan Provoost, pittore fiammingo (n. 1465)
- Richard Pynson, tipografo tedesco (n. 1449)
- Ramathibodi II, sovrano siamese (n. 1472)
- Rocco di Tommaso da Vicenza, architetto e scultore italiano
- Filippo Maria de' Rossi, condottiero italiano
- Álvaro de Saavedra, navigatore e esploratore spagnolo
- Andrea Sansovino, scultore e architetto italiano
- Maria Savorgnan, nobildonna italiana (n. 1468)
- Pietro Strozzi, condottiero italiano
- Francesco Suriano, francescano italiano (n. 1450)
- Sünbül Efendi, mistico turco (n. 1452)
- Taddeo Taddei, mecenate e umanista italiano (n. 1470)
- Niccolò II Vitelli, condottiero italiano (n. 1496)
- Vittore Belliniano, pittore italiano
- Orlando della Rovere-del Carretto, nobile e arcivescovo cattolico italiano